# 刘定 (山阳王)
劉定（？—前136年），汉朝宗室，西汉山阳王。其父梁孝王刘武是汉文帝刘恒的第二子，劉定是第四子，哥哥是刘买。刘武去世后，他的五个儿子都被汉景帝封为诸侯王。前144年，劉定封山阳王。前136年，劉定去世，山阳国撤销，谥号哀。

## 延伸阅读
[在维基数据编辑]
 《史記/卷058》，出自司馬遷《史記》